# 3102 Krok
För andra betydelser, se Krok.
3102 Krok eller 1981 QA är en asteroid i huvudbältet som kortar Mars omloppsbana, den upptäcktes 21 augusti 1981 av den slovakiske astronomen L. Brožek vid Kleť-observatoriet. Den har fått sitt namn efter Greve Krok.
Asteroiden har en diameter på ungefär 1 kilometer och den tillhör asteroidgruppen Amor.